# Dąbie (Grabina)
Dąbie – część wsi Grabina w Polsce położona w województwie małopolskim, w powiecie bocheńskim, w gminie Bochnia.
W latach 1975–1998 miejscowość administracyjnie należała do województwa tarnowskiego.